# STP (registracijska oznaka)
STP, međunarodna registracijska oznaka za cestovna vozila koju koristi Sveti Toma i Princip. Oznaka se upotrebljava u cestovnom prometu i mora biti nalijepljena na cestovnom vozilu prilikom ulaska u druge države. 
Dne 8. studenoga 1968. godine u Beču je potvrđen "Međudržavni zakon o razvrstavanju prepoznatljivih oznaka", koji se naknadno dopunjavao nastankom novih država. 